# Лентон, Тим
Тимоти Лентон (англ. Timothy Michael Lenton; род. в июле 1973) — британский учёный, эколог и климатолог. Доктор философии (1998), профессор Эксетерского университета, где трудится с 2011 года, директор его Института глобальных систем (GSI), образованного в 2018 году. Фелло лондонскоих Линнеевского и Геологического обществ, а также Королевского биологического общества. Отмечен Royal Society Wolfson Research Merit Award (2013).

## Биография
Большое влияние на него оказали книги Джеймса Лавлока о гипотезе Геи.
Окончил как бакалавр Кембридж, где изучал естественные науки, степень доктора философии получил в Университете Восточной Англии — под началом Andrew Watson (scientist), первоначально работал для неё в Плимутской морской лаборатории. Затем работал в Центре экологии и гидрологии в Эдинбурге. В 2004 году возвратился в Университет Восточной Англии, а в 2011 году перебрался в Эксетерский университет, где ныне профессор.
Фелло Alan Turing Institute.
Он также палеоклиматолог и арктиковед.
В 2008 году был среди первых, кто определил так называемые критические факторы изменения климата.
Сотрудничает с профессором Nick Talbot и Валерией Ливиной.
Участник документального фильма Climate Change – The Facts (2019), также с его участием создали ‘The Tipping Points: 6 Places on Earth Where Climate’s Changed’.
Отмечен Times Higher Education Award for Research Project (2008), Philip Leverhulme Prize (2004), European Geosciences Union Outstanding Young Scientist Award (2006), British Association Charles Lyell Award Lecture (2006), Geological Society of London William Smith Fund (2008).
Автор книги ‘Revolutions that made the Earth’ (OUP, 2011, в соавторстве с Andrew Watson (scientist)). Также автор книги ‘Earth System Science: A Very Short Introduction’ (OUP, 2016).
Публиковался в Science, PNAS, Nature Climate Change, Nature Geoscience и др. Одна из его работ в 2018 году заняла 4-е место в списке Altmetric Top 100.